# 어떤살인
"어떤살인"은 2015년에 개봉한 대한민국의 영화이다.

## 캐스팅
- 윤소이 : 강자겸 역
- 신현빈 : 채지은 역
- 차지헌 : 조원경 역
- 김혁 : 김 형사 역
- 안세하 : 노창배 역
- 이영준 : 김상현 역
- 김경식 : 박 형사 역
- 주성환 : 이 팀장 역
- 오일영 : 장문수 역
- 재신 : 사재성 역
- 이호수 : 이기철 역
- 임재인 : 차련 역
- 조성희 : 감식반장 역
- 맹봉학 : 작업반장 역
- 박준면 : 봉숙 역
- 김용우 : 마상범 역
- 조용재 : 오른팔 역
- 안용훈 : 행동대장 역
- 취춘범 : 짝귀 역
- 이정섭 : 내사과 2 역
- 최지웅 : 서장 역
- 이봉근 : 최팀장 역
- 고용진 : 고팀장 역
- 이선우 : 형사 1 역
- 김정우 : 형사 2 역
- 라한형 : 형사 3 역
- 현정철 : 형사 4 역
- 김태율 : 형사 5 역
- 남경훈 : 형사 6 역
- 차재이 : 면접관 2 역
- 윤서진 : 여경 역
- 지연 : 불량청소년 1 역
- 김지나 : 공장 여직원 1 역
- 김진근 : 내사과 1 역 (특별출연)
- 정애연 : 면접관 1 역 (특별출연)
- 조영진 : 지은 부 역 (특별출연)
- 김영선 : 지은 모 역 (특별출연)